# (If You’re Not in It for Love) I’m Outta Here!
«(If You’re Not in It for Love) I’m Outta Here!» — песня канадской певицы Шанайи Твейн, четвёртый сингл с её второго студийного альбома The Woman in Me (1995). Сингл стал первым в карьере певицы достигшим международного успеха (первые места в кантри-чартах США и Канады и пятое в Австралии). На церемонии 1996 года Canadian Country Music Awards видеоклип песни победил в категории Video of the Year Award.

## История
Песня вышла 15 ноября 1995 года. Сингл был коммерчески успешным и первым в карьере певицы достигшим международного успеха; он достиг 1 места в Канадском кантри-чарте, 5 места в Австралийском чарте, 1 места в американском в Billboard Hot Country Songs (США).
Песня получила положительные отзывы музыкальной критики и интернет-изданий: Billboard.
Премьера видеоклипа состоялась 15 ноября 1995 года. Вышло 3 разные версии видео; 'Альбомная версия' для кантри-музыкальных видеоканалов, 'Mutt Lange Remix' для Австралии и 'Dance Remix' для Канадских поп-каналов. Альбомная версия видеоклипа ('Album Version') вошла в DVD певицы The Platinum Collection, в то время как версия видео 'Mutt Lange Mix' была доступна на каналах iTunes, VEVO и YouTube. Видеоклип выиграл Video of the Year Award на церемонии 1996 года Canadian Country Music Awards.

## Форматы
- Australian Remixes CD single

1. «(If You’re Not In It For Love) I’m Outta Here!» (Mutt Lange Mix) — 4:21
2. «God Bless the Child» (Extended Version) — 3:48
3. «(If You’re Not In It For Love) I’m Outta Here!» (Dance Mix) — 4:40
4. «(If You’re Not In It For Love) I’m Outta Here!» (Album Version) — 4:30
5. «No One Needs To Know» — 3:04

- Australian CD single

1. «(If You’re Not In It For Love) I’m Outta Here!» (Mutt Lange Mix) — 4:21
2. «(If You’re Not In It For Love) I’m Outta Here!» (Dance Mix) — 4:40
3. «No One Needs To Know» — 3:04

## Чарты и сертификации
| Чарт (1995-96)                    | Высшая позиция |
| --------------------------------- | -------------- |
| Australian ARIA Charts            | 5              |
| Канада (RPM Adult Contemporary)   | 49             |
| Канада (RPM Country Tracks)       | 1              |
| США (Billboard Hot 100)           | 74             |
| США (Billboard Hot Country Songs) | 1              |

### Итоговые годовые чарты
| Чарты (1996)                 | Позиция |
| ---------------------------- | ------- |
| Canada Country Tracks (RPM)  | 2       |
| US Country Songs (Billboard) | 12      |